# Elburgo
Elburgo (spanska), Burgelu eller Burgu (båda baskiska), officiellt Elburgo/Burgelu, är en kommun i Spanien. Den ligger i Álavaprovinsen i södra delen av den autonoma regionen Baskien i norra delen av landet, 290 km norr om huvudstaden Madrid. Antalet invånare är 642 (2024).